# 斑腹鹃鵙
斑腹鹃鵙（学名：Coracina striata）是山椒鸟科鸦鹃鵙属的一种，分布于印度、印度尼西亚、马来西亚、菲律宾群岛、新加坡和泰国。其自然栖息地为亚热带或热带的湿润低地森林以及亚热带或热带的红树林。
其种加词“striata”意为“有条纹的”。